# Niccolò Forteguerri
Niccolò Fortiguerra (també escrit Forteguerri) (Pistoia, 1419 - Viterbo, 21 de desembre de 1473) va ser un comandant militar, cardenal i secretari del papa Climent XII.
Estava relacionat amb el papa Pius II. Tenia un doctorat in utroque jura de la Universitat de Siena. Es va convertir en bisbe de Teano el 1458 i cardenal el 1460. El 1462 va fer campanya als Estats Pontificis contra Sigismondo Pandolfo Malatesta, aconseguint Fano. Més tard, el 1465, va derrotar a Deífobo d'Anguillara en la batalla.
Va dotar una biblioteca, la Biblioteca Forteguerriana, a Pistoia.